# Frederick Stanley, 16:e earl av Derby
Frederick Stanley, 1886–1893 lord Stanley, från 1893 innehavare av pärsvärdigheten 16:e earl av Derby, född 15 januari 1841, död 14 juni 1908 i London, var en brittisk aristokrat och politiker.

## Biografi
Frederick Stanley, 16:e earl av Derby var son till Edward Smith-Stanley, 14:e earl av Derby, bror till Edward Stanley, 15:e earl av Derby och far till Edward Stanley, 17:e earl av Derby.
Stanley inträdde 1865 som konservativ medlem i underhuset, var 1878–1880 krigsminister i Benjamin Disraelis ministär samt 1885–1886 kolonialminister och 1886–1888 handelsminister i Salisburys ministärer. År 1886 överflyttades han till överhuset.
Stanley var från 1888 till 1893 Kanadas generalguvernör. Ett bestående minne från tiden i Kanada är att han instiftade och namngav Stanley Cup.

## Familj
Stanley gifte sig 1864 med lady Constance Villiers (1840–1922), dotter till George William Villiers, 4:e earl av Clarendon och fick 10 barn med henne, däribland:
- Edward Stanley, 17:e earl av Derby (1865–1948)
- Sir Victor Albert Stanley, amiral (1867–1934)
- Sir Arthur Stanley, MP (1869–1947)
- Hon. Ferdinand Charles Stanley, brigadgeneral (1871–1935)
- Sir George Frederick Stanley, MP, överstelöjtnant (1872–1938)